# Bembix arnoldi
Bembix arnoldi  (лат.) — вид песочных ос рода Bembix из подсемейства Bembicinae (Crabronidae). Обнаружены в южной Африке: ЮАР. Среднего размера осы: длина тела около 2 см. Тело коренастое, чёрное с развитым жёлтым рисунком. Лабрум вытянут вперёд подобно клюву. Гнездятся на супралиторальных песчаных дюнах южного побережья ЮАР. Ассоциированы с растениями Rubiaceae (Phylohydrax carnosa (Hochst.) Puff) и Goodeniaceae (Scaevola plumieri (L.) Vahl). В качестве добычи отмечены мухи из семейства Muscidae. Таксон был впервые описан в 1929 году южноафриканским энтомологом Джорджем Арнольдом (George Arnold, 1881—1962; National Museum of Southern Rhodesia, Булавайо) по материалам из Южной Африки. Однако, сам Арнольд указывал в качестве автора описания некого Браунса (Brauns), который на самом деле никогда не публиковал такого описания
.